# Nové Vilémovice
Nové Vilémovice (něm. Neu-Wilmsdorf, Neuwilmsdorf, Neu Wilmsdorf, pol. Nowa Wilamowa) je vesnice, která je částí obce Uhelná. Nachází se v Rychlebských horách 5 km na jihozápad od Uhelné. Zástavba je umístěna podél místní komunikace a horního toku Lánského potoka (dříve Hlučný potok, něm. Tossbach) v nadmořské výšce 550 - 650 m pod horami Stážiště (813 m) a Roveň (778 m). Kopcovitý katastr je přibližně z poloviny pokryt lesem a druhou polovinu tvoří málo úrodná pole a pastviny. Jedná se o rekreačně chalupářskou oblast s malým počtem trvale žijících obyvatel. Na katastrálním území Nové Vilémovice leží i osady a místní části Hraničky a Červený Důl.

## Historie

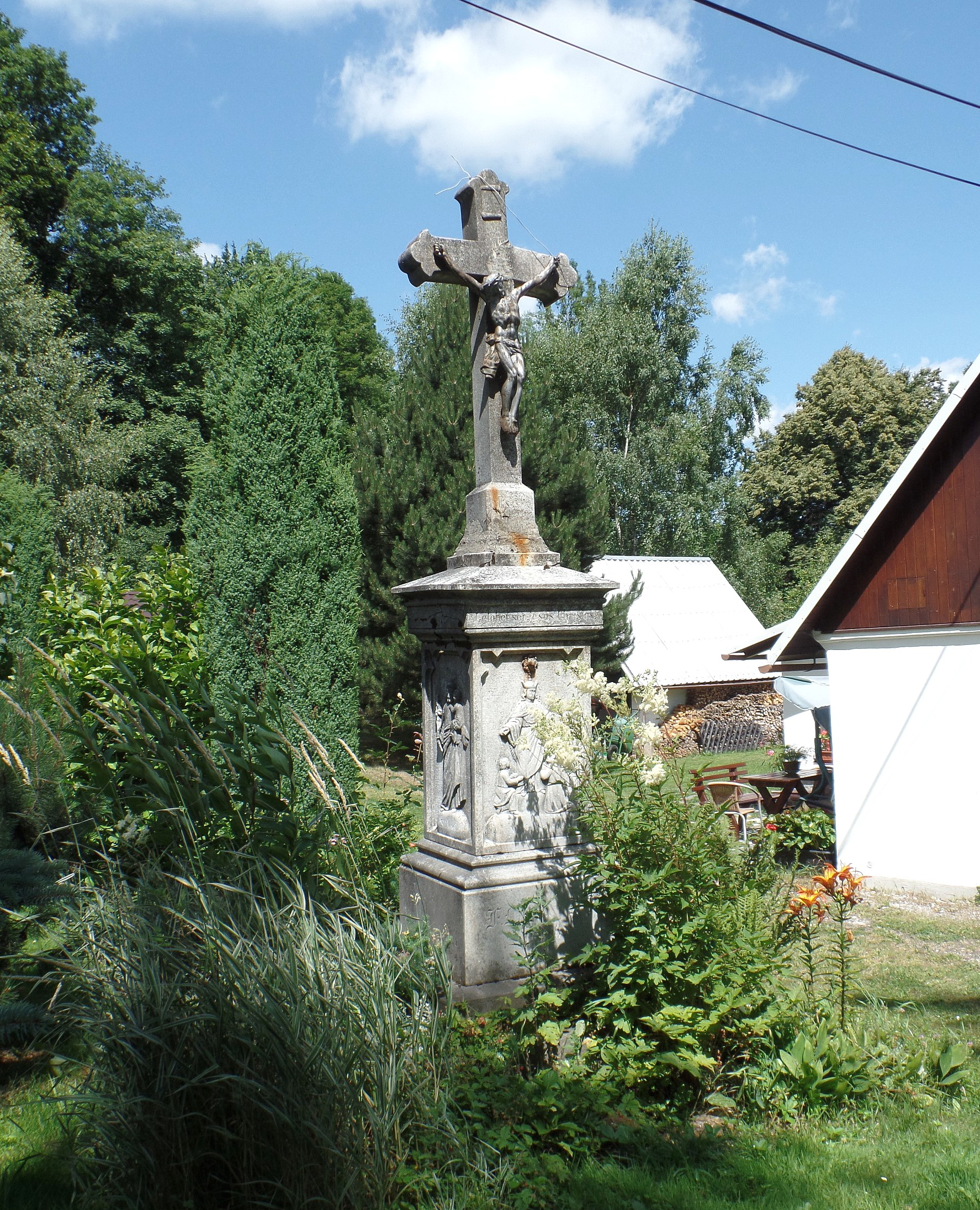

Vesnice zřejmě vznikla kolem roku 1250, ale první písemná zmínka je doložená z roku 1290 pod názvem Wylemoviczi, kdy měla 12 lánů a patřila Jindřichovi z Waldova, majiteli Travné.
Později se ves i s Travnou dostala do moci loupeživého rodu Haugwitzů ze Žulové a Branné, kteří ovládali zdejší kraj a horské přechody do Kladska. V této době se podhorské vesnice v Rychlebských horách dostávají do centra dlouholeté války Haugwitzů s vratislavským biskupem a klášterem v Kamenici. Obyvatelstvo Vilémovic trpělo a řídlo nejen v důsledku těchto válek, ale také epidemií moru z let 1305 a 1349 a hladomoru z roku 1315.
Teprve roku 1358 byla ves odkoupena vratislavským biskupem Přeclavem z Pohořelé a zvětšila se o 8 lánů. Přesto začíná postupný pokles zdejšího obyvatelstva v důsledku nejen válek a nemocí. Druhou příčinou pustnutí vesnic bylo rychlé vyčerpání rudných ložisek a pokles poptávky po dřevě. V letech 1412 a 1413 postihla Vilémovice tak veliká morová rána, že vesnice zanikla a zarostla lesem.
K obnově vesnice dochází v roce 1580, kdy vratislavský biskup Martin Gerstmann osadnickou smlouvou vyměřil novým osadníkům 21 lánů. Tři lány připadly šoltéství, zbytek sedlákům. Šoltysem byl Baltazar Scheithauer. Od té doby ves nese přívlastek "Nové" a to za účelem odlišení od nedalekých Starých Vilémovic (něm. Alt-Wilmsdorf, pol. Wilamowa) u Pačkova na polské straně hranic. První čtyři roky byli poddaní osvobozeni od všech dávek a robot. Mezi novými osadníky byla řada Čechů, o čemž svědčí jména jako Štěpán, Chromý, Hošek apod. V roce 1587 přišli další osadníci, kterým hajní vyměřili menší pozemky. Vesnice se postupně rozšiřovala a kolem roku 1618 měla 25 lánů.
Během třicetileté války rozložili Švédové svůj tábor na kopcích u Vilémocic, drancovali v širokém okolí a ničili vše co nemohli pobrat. Během války ves částečně zpustla a zarostla křovím. Dlouho trvalo než se vesnice vzpamatovala z utrpení a ran této války. Ještě v roce 1665 byla řada domů pustá.
V roce 1645 byl šoltysem Michal Forche. V letech 1670 - 1722 je uváděn Jindřich Reinold, který začal ve velkém pálit pálenku a prodával ji na Moravu a do Kladska. Dalším uváděným šoltýsem byl v roce 1734 František Fred. Matlitz z Vlčic.
V roce 1760 koupil zdejší šoltéství Jan Jiří Freud, majitel lazebnictví a ranhojič v Javorníku. Se svou ženou odkázal šoltéství a velkou sumu peněz na založení far a postavení kostelů v Uhelné a Nových Vilémovicích, pozemky byly propachtovány místním obyvatelům.
Po skončení slezských válek nastalo období růstu. V roce 1774 bylo uzavřeno 54 kupních smluv, kterými si zdejší poddaní získali 8 šelfů pastvin a 287 šelfů lesa. V roce 1811 měly Vilémovice 92 domů s 92 obyvateli. Chovalo se zde 109 krav, 5 býků a 16 volů. Pěstovalo se žito, ječmen, oves, brambory, len, luštěniny, tykev a řepa. V roce 1836 měla ves 633 obyvatel a 93 domů, kostel, faru, školu, šoltéství, mlýn, hospodu a další lokalie. Chovalo se tu 15 koní a 109 krav.
Roku 1832 zde od června do září vládla cholera, na níž zemřelo 22 lidí; na přelomu let 1873 a 1874 na choleru zemřelo 8 lidí.
Období klidného rozvoje vesnice bylo narušeno revolucí roku 1848. Dochází ke zrušení nevolnického vztahu a zrušení poddanství. Samospráva obce v záležitostech správy obce, silnic a polí byla obyvateli radostně přijata. V roce 1850 bylo zvoleno obecní zastupitelstvo. Dne 17.5. 1887 byl založen dobrovolnický požární sbor, o tři roky později byla postavena požární zbrojnice a byla zakoupena koňská požární stříkačka (dnes se nachází v muzeu dobrovolných hasičů v Uhelné).
V roce 1880 zde žilo v 117 domech 584 obyvatel (269 mužů a 315 žen), z toho bylo 570 Němců.
Po průtrži mračen 17.5. 1897 se Lánský potok tak rozvodnil, že poničil pole, zahrady, cesty a zaplavil několik domů. Od roku 1898 do roku 1890 byl zdejší potok regulován. Další velká povodeň přišla po deštích 10. a 11. července 1903.

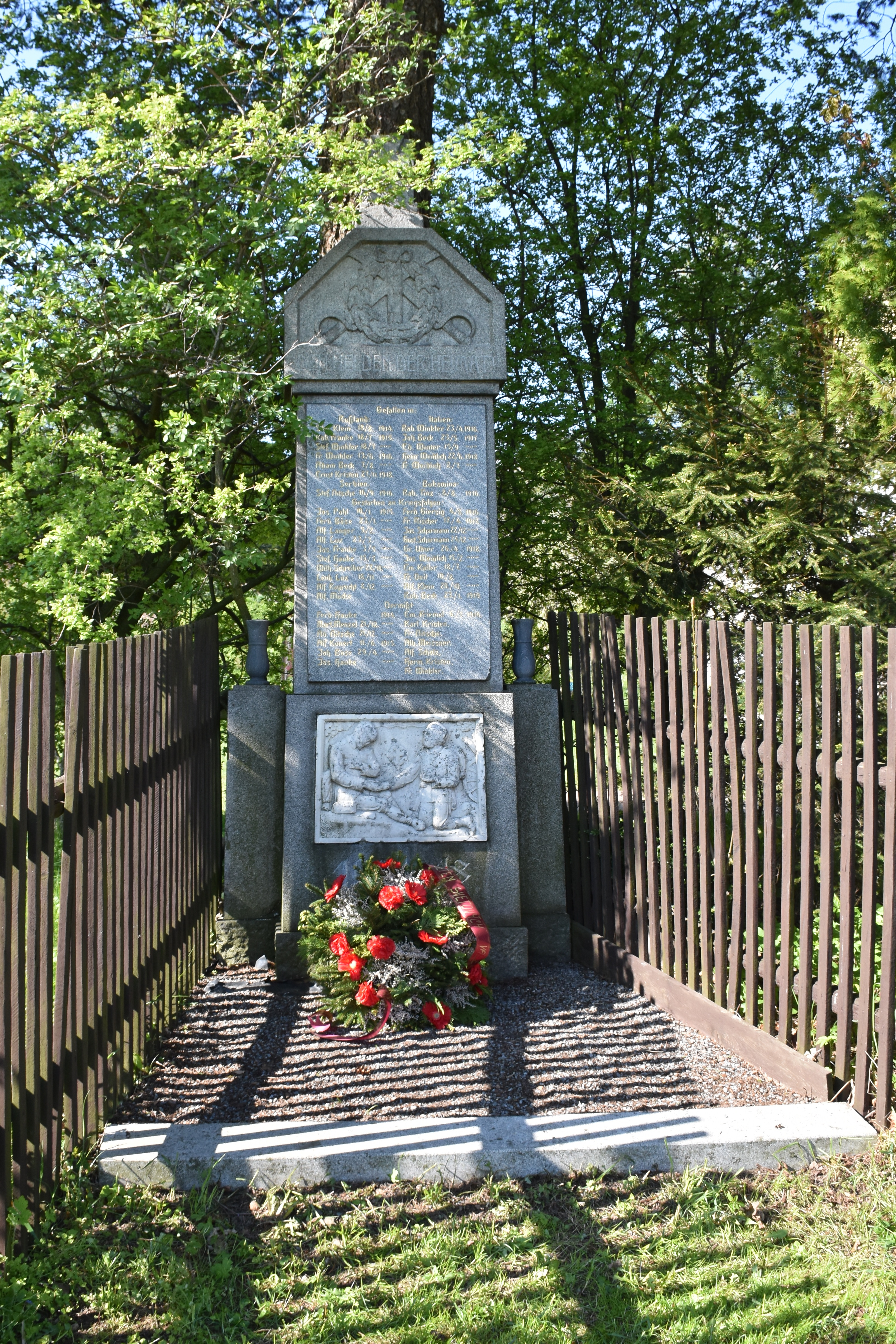
Památník obětem první světové války z roku 1922

Ani Nové Vilémovice nebyli ušetřeny ztrát svých občanů v 1. světové válce. Celkem se z ní nevrátilo 45 mužů. Po válce bylo rozhodnuto, že bude postaven památník padlých. Roku 1922 byl slavnostně odhalen.
V meziválečném období zde byl mlýn, pila, dva obchody, dva hostince a řada řemeslníků (kovář, kolář, truhlář, švec, krejčí, zedníci, pošťák atd.), což usnadňovalo život zdejším lidem.

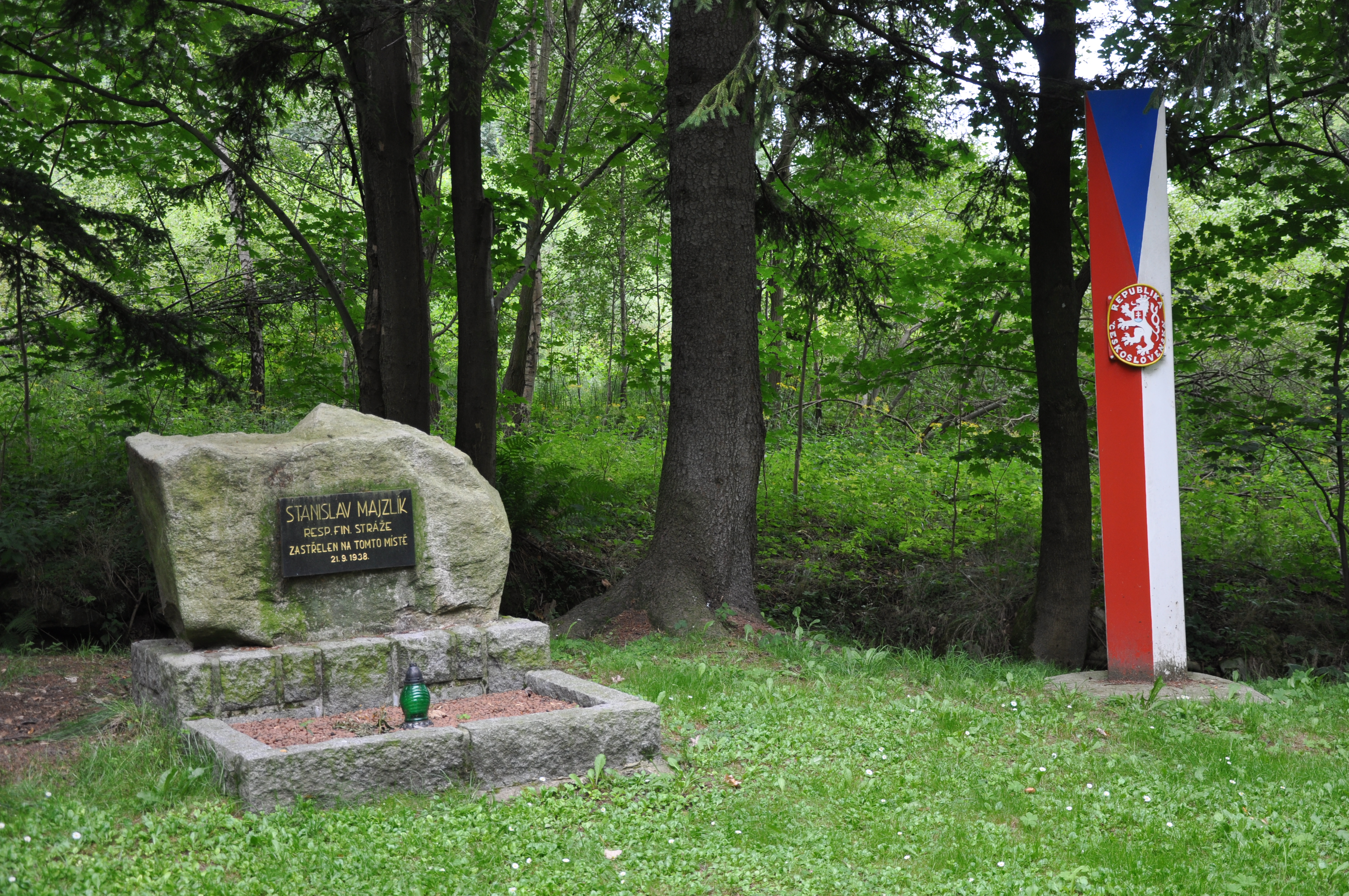
Památník na místě zastřelení resp. fin. stráže Stanislava Majzlíka

22. září 1938 byl v Nových Vilémovicích zastřelen respicient finanční stáže Stanislav Majzlík. "V září 1938, došlo ke srocování němců před budovou finanční stráže v Nových Vilémovicích čís. 46, a když se setmělo, ozbrojeni zbraněmi a ručními granáty vyzvali tyto, aby se vydali. Mezi tou dobou přišla posila finanční stráže z Černé hory „Schwarzbergu” a němci je znovu vyzvali aby se vydali. Je pochopitelné, že tito odmítli, načež němci zahájili palbu a člen finanční stráže byl zastřelen. Pro přesilu němců, ustoupilo mužstvo směrem na Hraničky, aniž mělo tušení, že jejich kamarád Majzlík je mrtev. Němci pak ze strachu, jak možno se dočisti z kroniky školní v Hraničkách, nešťastného finance zavlekli do lesa a tam zahrabali a až později pochovali na hřbitově v Nových Vilémovicích".
Pro potřeby zbrojní výroby bylo nařízeno odevzdat velký zvon z kostela v Nových Vilémovicích a obětován byl malý zvon z kaple v Červeném Dole. V té době byli téměř všichni muži na frontě. Na polích pracovali jen starší muži, ženy, děti a totálně nasazení dělníci z Polska a Ukrajiny. Koncem léta 1944 začínají opevňovací práce na Javornicku a zejména na přístupech do Nových Vilémovic. Budovaly se zde zákopy a zátarasy, neboť se tato trasa plánovala jako hlavní ústupová trasa. Na bojištích 2. světové války padlo 23 zdejších německých obyvatel a 12 zůstalo nezvěstných.
Po válce je v září až listopadu 1946 odsunuto 513 z 670 Němců do americké okupační zóny v Německu. Zbylí obyvatelé byli z odsunu vyjmuti a byli postaveni na úroveň specialistů jako lesní dělníci zemědělci, kováři atd. Ve vsi nefunguje zásobování, obchod, škola, bují šmelina a okrádání původního obyvatelstva. V září 1947 zahájeno české vyučování. V listopadu 1947 přichází nařízení, aby zbylé německé obyvatelstvo bylo rozptýleno a zasazeno do nového prostředí. Zůstalo pouze 13 německých rodin. Prvními lidmi osídlující vesnici jsou převážně Češi, Slováci a Maďaří a na konci roku 1949 přijíždí 56 řeckých politických emigrantů.
1.1. 1950 Nové Vilémovice jako samostatná obec zaniká a jsou spolu s Hraničkami a Červeným Dolem připojeny k Uhelné. Řada lidí si nedokáže zvyknout na horské podmínky a vrací se do vnitrozemí. V tomto roce zůstalo ve vsi pouze 39 obyvatel a 165 domů. Pastevci ze Slovenska postavili ovčín a začali pást kolem 2000 ovcí, zabezpečili také malovýrobu ovčích sýrů. Na jaře 1955 hyne kvůli nedostatku krmiva až 60 ovcí denně, v roce 1957 byl chov zrušen.
V květnu 1958 začal do Nových Vilémovic dvakrát týdně jezdit autobus (ve středu a v sobotu). Od roku 1961 se ve škole promítaly filmy pro děti a pro dospělé.
Koncem 60. let bylo ukončeno intenzivní obdělávání půdy a půda byla přeměněna na pastviny. Roku 1965 byl postaven nový kravín a vodárna.

## Kostel a fara
Po obnovení vesnice po roce 1580 patřila do skorošické farnosti, od roku 1678 do Vlčic. Dochované matriky skorošické farnosti sahají do roku 1599. Podle těchto údajů v knize narozených lze usuzovat, že ves byla již dosti hustě osídlena.
Roku 1763 se tehdejší majitel Nových Vilémovice Jan Jiří Freud rozhodl svým nákladem postavit kostel a faru. Se stavbou se začalo téhož roku, cihly byly vypáleny v Červeném Dolu. V roce 1765 byl kostel dostavěn a o dva roky později vysvěcen jako kostel Nanebevzetí Panny Marie.
Na základě uvedené nadace bylo při ní zřízeno kaplanství, povýšeno na faru v roce 1832. Budova fary byla vystavěna roku 1827. Od roku 1767 jsou zde vedeny matriky.
Jako první farář zde působil od roku 1767 vlčický kaplan František Girsig, rodák z Uhelné, který zde strávil 57 služebních let. Po roce 1946 zde samostatná farnost nebyla zřízena.
Roku 1976 vyhořel poté, co mu byla vyměněna šindelová krytina a staré šindele byly u kostela zapáleny. Plameny byly tak vysoké, že od nich chytila i nová střecha a kostel vyhořel. Dlouhé roky zůstaly stát jen jeho stěny, které byly koncem 80. let zbořeny.
Na místě bývalého kostela byl roku 1992 postaven dřevěný kříž, na jehož svěcení přilo 200 lidí.

### Seznam farářů
- 1767–1824 Franz Giersig
- 1824–1831 Gottfried Bude
- 1831–1865 Johann Glatzel (* 18.10.1788 Jeseník)
- 1865–1890 Josef Kunert (* 6.2.1831 Buková)
- 1890–1893 Anton Hauke (* 23.9.1844 Vlčice)
- 1893–1900 Franz Nitschmann (* 21.2.1862)
- 1900–1904 Josef Krömer (* 16.9.1867 Bruntál)
- 1904–1907 Albert Hettner (* 23.11.1872 Kolnovice)
- 1907–1909 Karl Seichter (* 23.2.1869 Česká Ves – Město Albrechtice)
- 1909–1914 Julius Bannert (* 10.6.1873 Dolní Údolí)
- 1914–1921 Johan Velčovský (* 16. 6.1881 Vyšní Lhoty)
- 1921–1928 Otto Hampel (* 11.12.1889 Malé Heraltice)
- 1929–1930 Adolf Schreiber (* 25.5.1891 Krnov)
- 1930–1937 Stefan Gottweld (* 19.9.1889 Zálesí)
- 1937–1946 Jan Glatzel[7]

## Škola
Od roku 1798 bylo v Nových Vilémovicích zahájeno v jednom domě vyučování. Do té doby mohly děti chodit do církevní školy ve Vlčicích.
Na místě bývalého šoltéství bylo v letech 1871–1872 postavena budova školy s nákladem 4000 zlatých. V roce 1820 měla škola 68 žáků, v roce 1828 už 100 žáků. V době bramborové neúrody a přadlácké krize v roce 1847 zde byla zřízena přadlácká škola, do které chodilo 15 žáků.
Německé vyučování skončilo v květnu 1945, česky se začalo vyučovat roku 1947. Vyučovalo se pouze do roku 1949 a do roku 1951 se v Nových Vilémovicích nevyučovalo vůbec. V letech 1951–1956 se střídavě učilo ve škole, ve správní budově Státních statků a určitý čas děti docházely do školy v Uhelné. Škola byla v dezolátním stavu. V říjnu 1955 sem rodiče přivedli osmnáctiletou učitelku, ale ta po třech dnech utekla a vyučování pro tento rok v obci skončilo.
Roku 1956 byla dokončena oprava školy a v září začal vyučovat učitel František Göttler, který ale v říjnu nastoupil vojenskou službu. Místo něj přišel učitel Stanislav Polách, který v těžkých podmínkách vydržel jen do června 1957. Následující školní rok vyučovala učitelka Helena Langrová.
V srpnu 1958 nastoupil učitel František Němec. V květnu 1961 se pro epidemii žloutenky měsíc nevyučovalo. Na konci roku 1961 navrhl školní inspektor školu zrušit, ale narazil na odpor občanů. František Němec byl 17. srpna 1967 přemístěn na Malou Moravu a základní škola v Nových Vilémovicích byla zrušena. Žáci docházeli do školy v Uhelné, kde byla zřízena družina a postaráno o stravování.

### Počet žáků
Počet žáků školy v Nových Vilémovicích, stav k začátku školního roku.
| Školní rok | 1957 1958 | 1958 1959 | 1959 1960 | 1960 1961 | 1961 1962 | 1962 1963 | 1963 1964 | 1964 1965 | 1965 1966 | 1966 1967 |
| ---------- | --------- | --------- | --------- | --------- | --------- | --------- | --------- | --------- | --------- | --------- |
| Počet žáků | 18        | 18        | 17        | 13        | 11        | 12        | 13        | 15        | 15        | 7         |

## Turistika
Katastrem Nových Vilémovic prochází dvě turistické značky:
 červená turistická značená trasa č. 0601 - z Bílé Vody a Javorníka přes Červený Důl, Nové Vilémovice a Hraničky a přes Jeseník na Rejvíz
 žlutá turistická značená trasa č. 7897 - spojuje modré turistické značení od rozcestí U Buku na Roveň
Katastrem Nových Vilémovic prochází dvě cykloturistické značky:
 modrá cykloturistická trasa č. 6044 - z Bílé vody přes Hraničky do Horní Lipové
 bílá cykloturistická trasa č. 6045 - z Bukové přes Hraničky a Nové Vilémovice do Dolního Fořtu

## Vývoj počtu obyvatel a domů

### Počet obyvatel
Počet obyvatel Nových Vilémovic podle sčítání nebo jiných úředních záznamů:
| Rok            | 1804 | 1836 | 1869 | 1880 | 1890 | 1900 | 1910 | 1911 | 1921 | 1930 | 1939 | 1947 | 1950 | 1961 | 1970 | 1980 | 1991 | 2001 |
| -------------- | ---- | ---- | ---- | ---- | ---- | ---- | ---- | ---- | ---- | ---- | ---- | ---- | ---- | ---- | ---- | ---- | ---- | ---- |
| Počet obyvatel | 475  | 633  | 577  | 584  | 574  | 508  | 518  | 517  | 485  | 452  | 670  | 218  | 35   | 102  | 52   | 39   | 15   | 14   |

1. ↑  z toho: 3 Čechoslováci, 448 Němců; 452 řím. kat.
2. ↑  včetně Hraniček a Červeného Dolu
3. ↑  včetně Hraniček a Červeného Dolu

### Počet domů
Počet domů Nových Vilémovic podle sčítání a jiných úředních záznamů.
| Rok        | 1804 | 1869 | 1880 | 1890 | 1900 | 1910 | 1911 | 1921 | 1930 | 1950 | 1970 | 1980 | 1991 | 2001 | 2011 |
| ---------- | ---- | ---- | ---- | ---- | ---- | ---- | ---- | ---- | ---- | ---- | ---- | ---- | ---- | ---- | ---- |
| Počet domů | 94   | 91   | 117  | 105  | 103  | 112  | 112  | 106  | 107  | 116  | 12   | 10   | 7    | 6    | 15   |

V Nových Vilémovicích je evidováno 36 adres: 17 čísel popisných (trvalé objekty) a 19 čísel evidenčních (dočasné či rekreační objekty). Při sčítání lidu roku 2001 zde bylo napočteno 6 domů, z toho 5 trvale obydlených.